# Авеста (град)
Авеста (швед. Avesta) град је у Шведској, у средишњем делу државе. Град је у оквиру Даларнског округа, где је једно од највећих и најзначајнијих насеља. Авеста је истовремено и седиште истоимене општине.

## Природни услови
Град Авеста се налази у средишњем делу Шведске и Скандинавског полуострва. Од главног града државе, Стокхолма, град је удаљен 160 км северозападно.
Авеста се развио у области Даларна у оквиру историјске покрајине Норланд. Подручје града је брдовито. Надморска висина се креће 80-120 м. Авеста се развио у унутрашњости. Градско језгро се сместило на обалама реке Дал. Око града постоји низ мањих ледничких језера.

## Историја
Подручје на месту данашњег града насељено је у раном средњем веку. Насеље је следећих векова било село без већег значаја.
Развој Авесте започиње у 17. веку са открићем бакра, па је насеље добило градска права 1641. године. Због суревњивости суседног и моћнијег Фалуна град је иста права изгубио 1688. године, да би их повратио тек 1919. године.
Крајем 19. века Авеста доживљава процват са проласком железнице и доласком индустрије. И поред пропасти рударства цео 20. век обележен је развојем. Ово благостање траје и дан-данас.

## Становништво
Авеста је данас град средње величине за шведске услове. Град има око 14.000 становника (податак из 2010. г.), а градско подручје, тј. истоимена општина има око 21.000 становника (податак из 2010. г.). Последњих деценија број становника у граду благо опада.
До средине 20. века Авесту су насељавали искључиво етнички Швеђани. Међутим, са јачањем усељавања у Шведску, становништво града је постало шароликије, али опет мање него у случају других већих градова у држави.

## Привреда
Данас је Авеста савремени индустријски град са посебно развијеном индустријом и то нарочито тешком. Некадашњи рудник је затворен. Последње две деценије посебно се развијају трговина, услуге и туризам.

## Збирка слика
- Симбол Авесте - Споменик челичног бика
- Главна градска црква
- Стари погони
- Старо здање